# Gauguin (film, 2003)
Pour les articles homonymes, voir Gauguin (homonymie).
Pour plus de détails, voir Fiche technique et Distribution.
Gauguin (Paradise Found) est un film biographique australien de Mario Andreacchio sorti en 2003.

## Synopsis
La vie et la mort du peintre français Paul Gauguin.

## Fiche technique
- Titre original : Paradise Found
- Réalisation : Mario Andreacchio
- Scénario : Mario Andreacchio, Georges Campana et Frank Hübner
- Musique : Frank Strangio
- Photographie : Geoffrey Simpson
- Montage : Edward McQueen-Mason
- Décors : Jean-Vincent Puzos
- Costumes : Fabio Perrone
- Pays de production :  Australie
- Langue originale : anglais
- Durée : 1h33

## Distribution
- Kiefer Sutherland (V.F. : Marc Saez) : Paul Gauguin
- Nastassja Kinski : Mette Gauguin
- Alun Armstrong : Camille Pissarro
- Thomas Heinze : Schuff
- Chris Haywood : Charles Arnaud
- Nicholas Hope : Maurrin
- Marco Andreacchio : jongleur
- Peter Varga : Vincent van Gogh